# She Made the World Magenta
Albums de Mother Gong
Live on TV 1990
(1993) Eye
(1994)
She Made the World Magenta est le septième album studio de Mother Gong sorti en 1993.

## Liste des titres
| No  | Titre                  | Durée |
| --- | ---------------------- | ----- |
| 1.  | Magenta                | 32:09 |
| 2.  | Water                  | 4:24  |
| 3.  | She Made the World     | 5:25  |
| 4.  | The Weather            | 6:27  |
| 5.  | Malicious Sausage      | 1:27  |
| 6.  | Sea Horse              | 3:15  |
| 7.  | Spirit Calling         | 4:23  |
| 8.  | Tattered Jacket        | 3:46  |
| 9.  | Waipu                  | 3:23  |
| 10. | When The Show Is Over  | 5:18  |
| 11. | I Am A Witch           | 1:14  |
| 12. | The Spirit of the Bush | 2:59  |
| 13. | Blessed Be             | 0:18  |

## Musiciens
- Conrad Henderson : basse
- Robert George : batterie, Percussion
- Harry Williamson : Synthétiseur, guitare, guitare glissando
- Robert Calvert : saxophones ténor et Soprano
- Gilli Smyth : voix, space whisper
- Daevid Allen : drone (1)